# گرندویو (ایالات متحده)
گرندویو، ایالات متحده (به انگلیسی: Grandview, U.S.A.) فیلمی محصول سال ۱۹۸۴ و به کارگردانی رندل کلایسر است. در این فیلم بازیگرانی همچون جیمی لی کرتیس، سی توماس هوول، پاتریک سوویزی، جنیفر جیسن لی، تروا دوناهو، کارول کوک، رامون بیری، ام امت والش، ویلیام ویندام، مایکل وینسلو، جان کیوسک، جون کیوسک، استیو دال و فرن پرسونز ایفای نقش کرده‌اند.